# Dysauxes pseudopunctata
Dysauxes pseudopunctata är en fjärilsart som beskrevs av Naufock 1934. Dysauxes pseudopunctata ingår i släktet Dysauxes och familjen björnspinnare. Inga underarter finns listade i Catalogue of Life.